# سجل جيولوجي
يشير السجل الجيولوجي في علم طبقات الأرض وعلم الأحياء القديمة وغيرها من العلوم الطبيعية إلى مجمل طبقات الأرض الصخرية -الرواسب التي وضعتها العمليات البركانية والرسوبية الناتجة عن مخلفات التجوية (الصلصال، والرمال، إلخ) بما في ذلك جميع محتوياتها الأحفورية، والمعلومات التي تنتجها حول تاريخ الأرض: مناخها السابق، الجغرافيا، الجيولوجيا، وتطور الحياة على سطحه. تتراكم طبقات الصخور الرسوبية والبركانية فوق بعضها البعض وفقًا لقانون التراكب، وبمرور الوقت تتصلب لتصبح عمودًا صخريًا صلبًا تتدخل فيها صخورًا ناريةً وتتخللها الأحداث التكتونية.

## علاقة السجل الصخري
يوفّر العمود الصخري في مكان معين ما على سطح الأرض مقطعًا عرضيًا للتاريخ الطبيعي في المنطقة تبعًا لعمر الصخور، ويُسمَّى هذا أحيانًا تاريخ الصخور. يمنح السجل الصخري سبيلًا لمعرفة التاريخ الطبيعي للموقع على مدى العديد من وحدات التوقيت الجيولوجي مثل العصور، والعهود، أو حتى في بعض الحالات فترات جيولوجية رئيسية متعددة -بالنسبة لمنطقة أو مناطق جغرافية معينة. مع ذلك، لا يوجد سجل جيولوجي مكتمل كليًا لمكان ما. هذا يعني أنّ السجل الجيولوجي في موقع معين ما قد يتأثر –وغالبًا ما يحدث ذلك- بالقوى الجيولوجية ليعطي أشكالًا أرضيةً وخصائصًا جديدةً. تدعم البيانات الأساسية للرواسب المتواجدة عند أفواه أحواض التصريف النهرية الكبيرة تمامًا قانون التراكب، يصل عمق بعضها إلى 7 أميال (11 كيلومترًا).
جمع الجيولوجيون باستخدام الطبقات الرسوبية المحتجزة ضمن الأعمدة الصخرية المختلفة نظامًا من الوحدات يغطي معظم المقياس الزمني الجيولوجي باستخدام قانون التراكب، حيث ترفع القوى التكتونية لسلسلة من التلال الخاضعة حديثًا للتآكل والتجوية عبر طي وكسر الطبقة الأرضية. قاموا أيضًا بإنشاء حوضًا تركيبيًا أو غورًا على ارتفاع منخفض نسبيًا قد تتراكم فيه رواسبًا إضافيةً. وبمقارنة التكوينات الإجمالية والتراكيب الجيولوجية والطبقات المحلية المُحدَّدة عبر تلك الطبقات الواسعة الانتشار، تم إنشاء سجل جيولوجي كامل تقريبًا منذ القرن السابع عشر.

## مثال الطبقات المتباينة
يمكن تصحيح الاختلافات بعدة طرق؛ باستخدام العديد من التقنيات أو باللجوء إلى نتائج البحوث الميدانية لدراساتٍ من تخصصاتٍ أخرىً.
في هذا المثال، يُطلَق على دراسة الطبقات الصخرية والمستحاثات التي تحتويها بدراسة الطبقات الحيوية (biostratigraphy)، وهو أمر يحتاج لمعرفة في البيولوجيا الأرضية وعلم الأحياء القديمة. يمكن استخدام المستحاثات للتعرف على الطبقات الصخرية التي تنتمي إلى العصور الجيولوجية نفسها أو إلى عصور جيولوجية مختلفة، وبالتالي تنسيق المراحل الجيولوجية التي تحدث محليًا مع المقياس الزمني الجيولوجي العام.
التُقِطَت صور أحافير الطحالب أحادية الخلية في هذا الشكل من هيئة المسح الجيولوجي الأمريكية باستخدام مجهر مسح إلكتروني، ثم جرى تكبيرها 250 مرة.
عُثِرَ في ولاية كارولينا الجنوبية بالولايات المتحدة على ثلاثة أنواع من الطحالب الأحفورية في قلب الصخر، بينما عُثِرَ في ولاية فرجينيا على نوعان فقط من الأنواع الثلاثة في السلسلة الإيوسينية من طبقات الصخور الممتدة على ثلاث مراحل وعلى العصور الجيولوجية من 37.2 إلى 55.8 مليون سنة.
توضح مقارنة السجل -حول تباينه مع العمود الصخري الكامل- عدم وجود الأنواع المفقودة وهذا الجزء من السجل الصخري المحلي، المفقود هناك منذ الجزء المبكر من العصر الإيوسيني الأوسط. هذا أحد أشكال الخلاف والوسائل المستخدمة من قبل علماء الجيولوجيا للتعويض عن التغيرات المحلية في سجل الصخور. من الممكن ربط الطبقات الصخرية من نفس العمر باستخدام النوعين الدالين المتبقيين (الإيوسين المبكر والجزء الأخير من الإيوسين الأوسط) في كل من كارولينا الجنوبية وفرجينيا، وبالتالي وضع العمود الصخري المحلي في مكانه الصحيح في السجل الجيولوجي الكلي.

## علم الخصائص الحجرية وعلم الأحياء القديمة
مع وضوح صورة السجل الصخري الكلي، وعبر مقارنة الانقطاعات والتشابهات بين الأماكن المختلفة، أصبح من المفيد تقسيم السجل الجيولوجي العام إلى سلسلة من الأقسام الفرعية للمكونات التي تمثل مجموعات مختلفة الحجم من الطبقات في وقت جيولوجي محدد، بدءًا من أقصر فترة زمنية وحتى أكبر وأثخن الطبقات الزمنية (طبقة دهر). يتطلب العمل المتزامن في مجالات العلوم الطبيعية الأخرى استمرارية زمنية، وقد قرر علماء الأرض تنسيق نظام الطبقات الصخرية ومعايير تحديد هويتها مع المقياس الزمني الجيولوجي. وهذا يعطي الاقتران بين الطبقات المادية للعمود الأيسر والوحدات الزمنية للعمود الأوسط في الجدول الآتي.

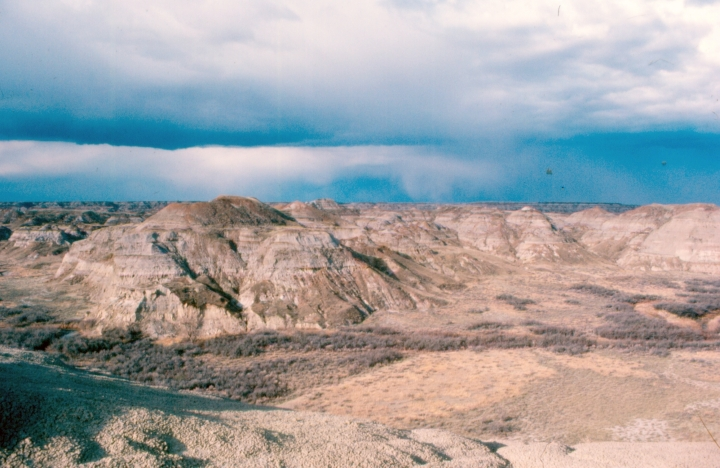
طبقات ديناصورات متراصفة بشكل جيد ومكشوفة تمامًا (في حديقة الديناصور الإقليمية، ألبرتا- كندا)، ومثلها تكوينات هضبة الكولورادو الممتدة على أكثر من ألف ميل، والكاشفة لأدهر من تاريخ الصخور، والتي يبلغ سمكها في أميالًا عدة.
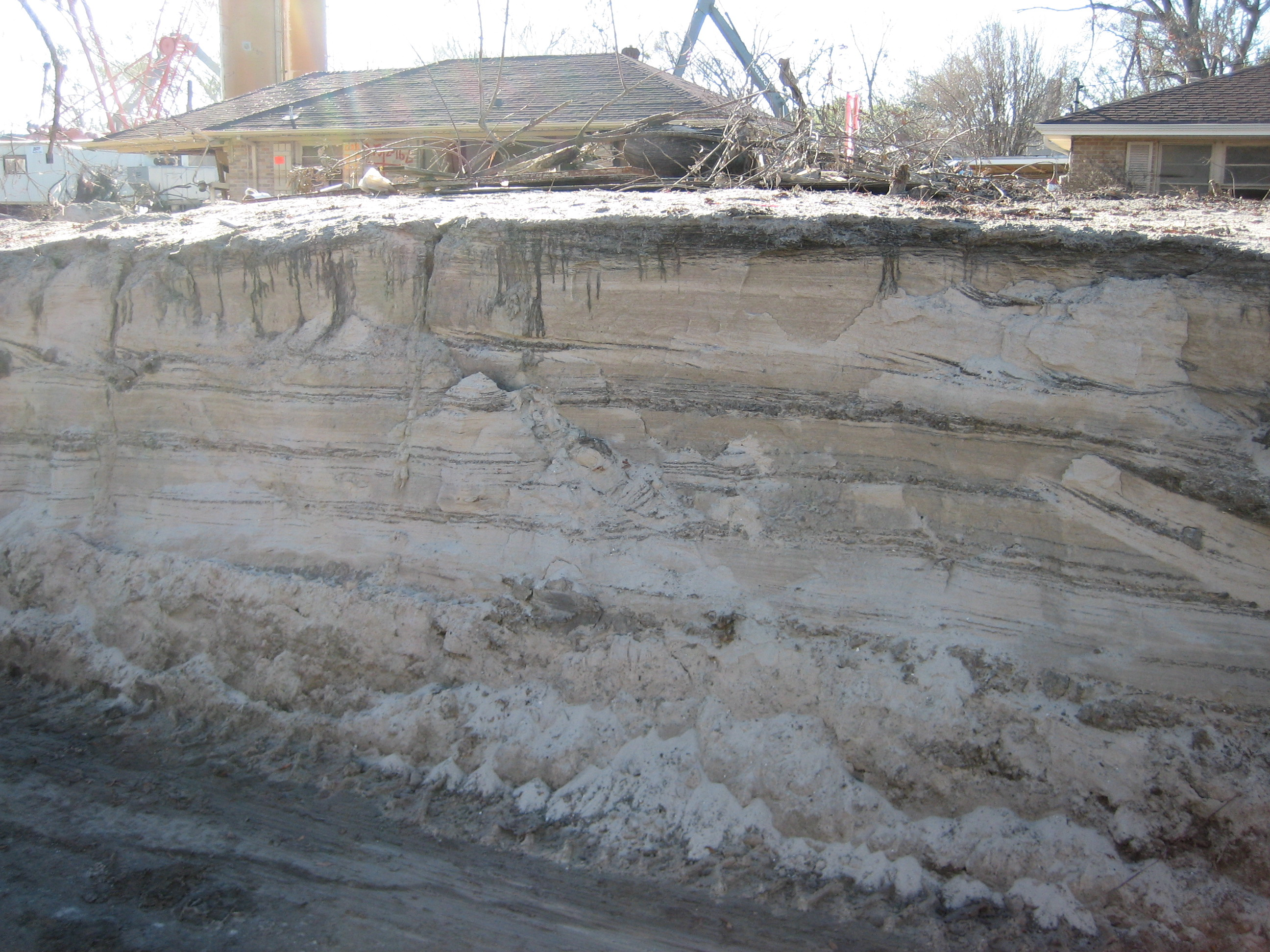
نيو أورليانز بعد إعصار كاترينا: الطبقات الرسوبية الصخرية في العصور التاريخية. كان هذا القطع محاولة للعثور على حجر الأساس بجوار شارع سكني بالقرب من قناة لندن. بعد ترميم السدود التي تم حرثها/التنقيب فيها جيدًا من قبل فيلق القوات البرية الأمريكي الهندسي، ظهرت طبقة أرضية حديثة في تاريخ الأرض.
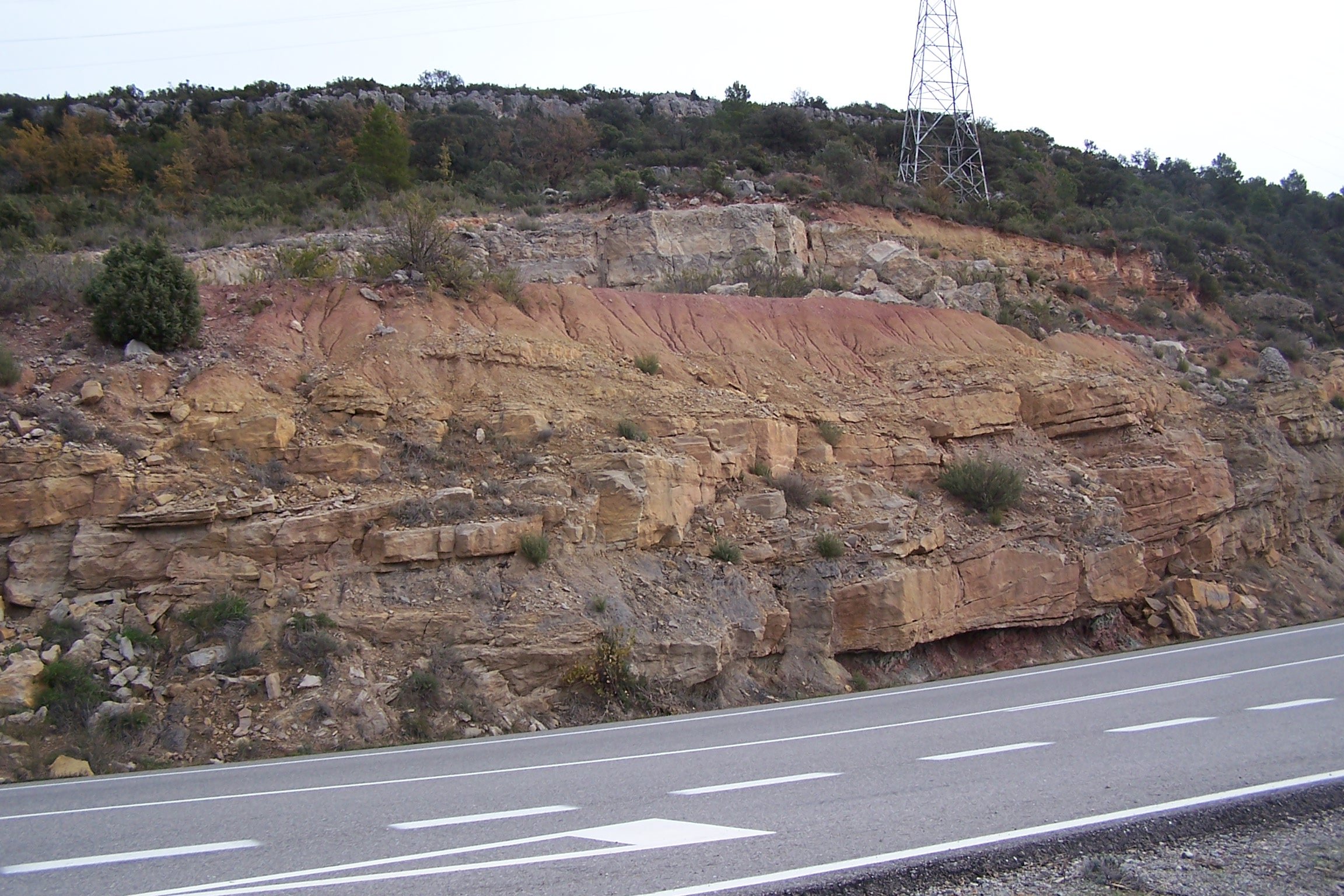
ثلاثة عصور من الترسب مع اثنين من الفروق الواضحة في هذا الطريق السريع في هولندا.
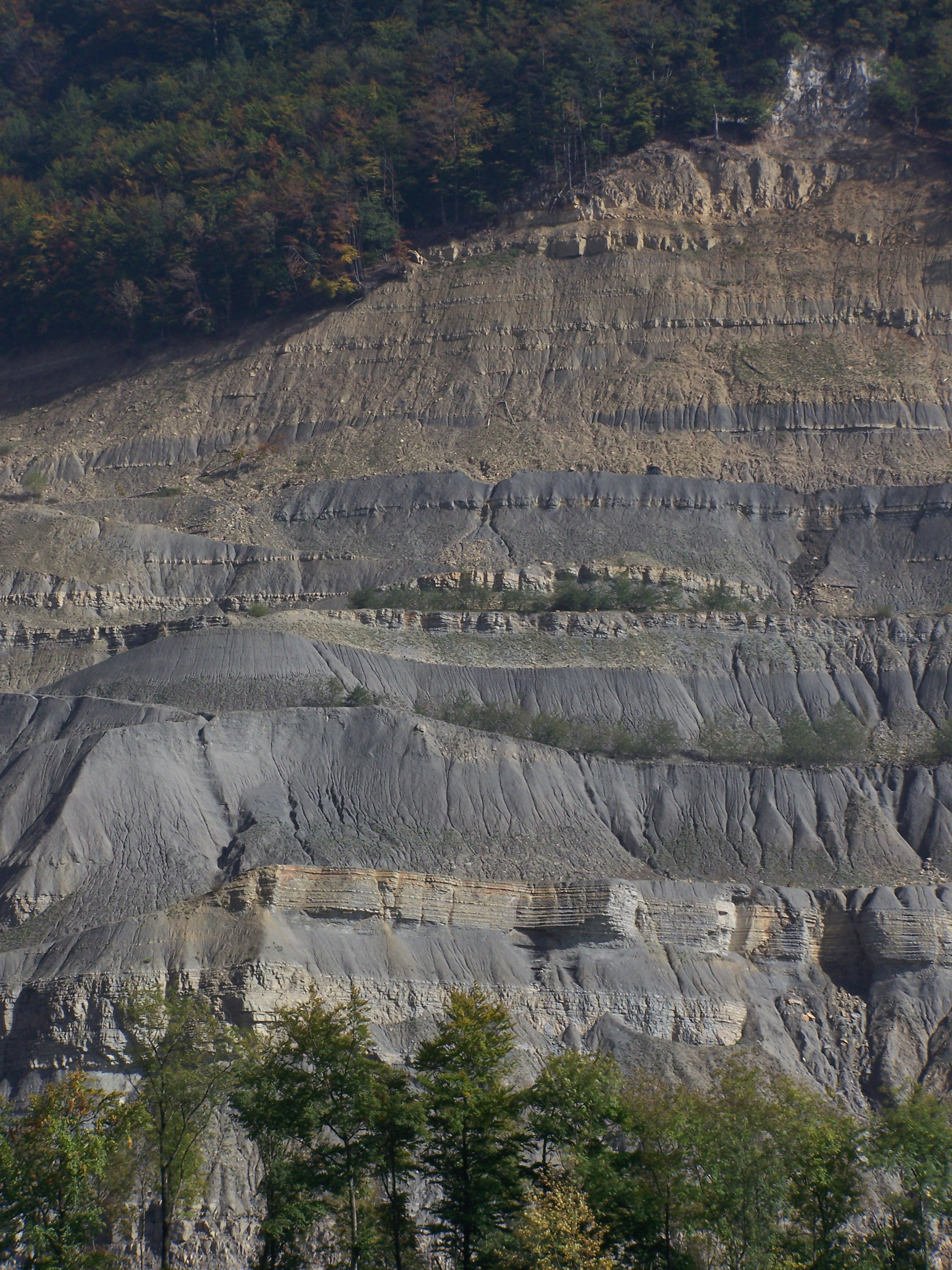
رواسب دورية أوكسفوردية (الجوراسي العلوي) بالقرب من تافانيز.
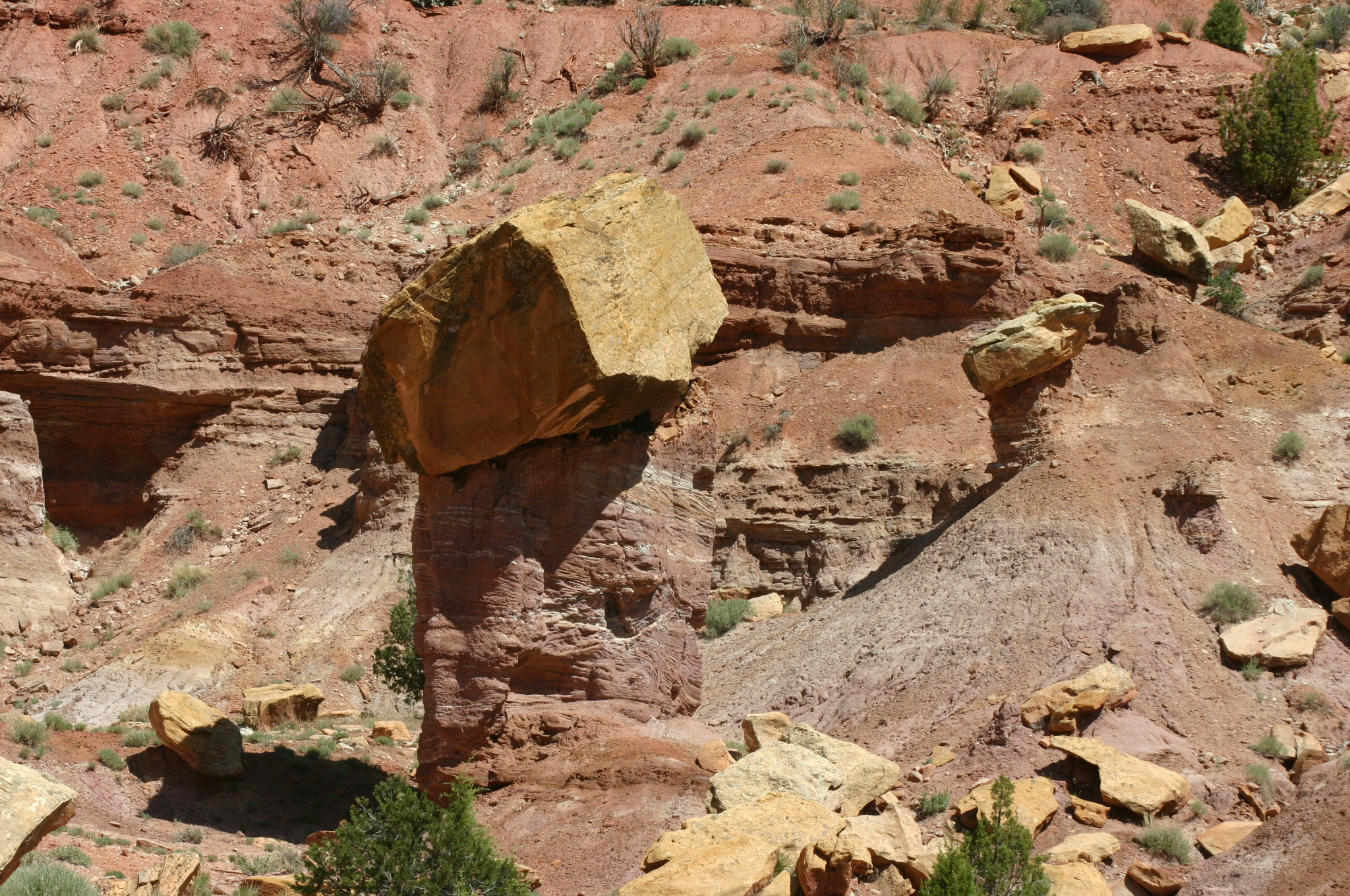
انهيار صخري قديم حمى الصخور التي تقع تحته من التآكل الواسع النطاق. مأخوذة على طول طريق بور، جراند ستيركيس إسكالانتي، النصب التذكاري الوطني، يوتا، الولايات المتحدة الأمريكية.
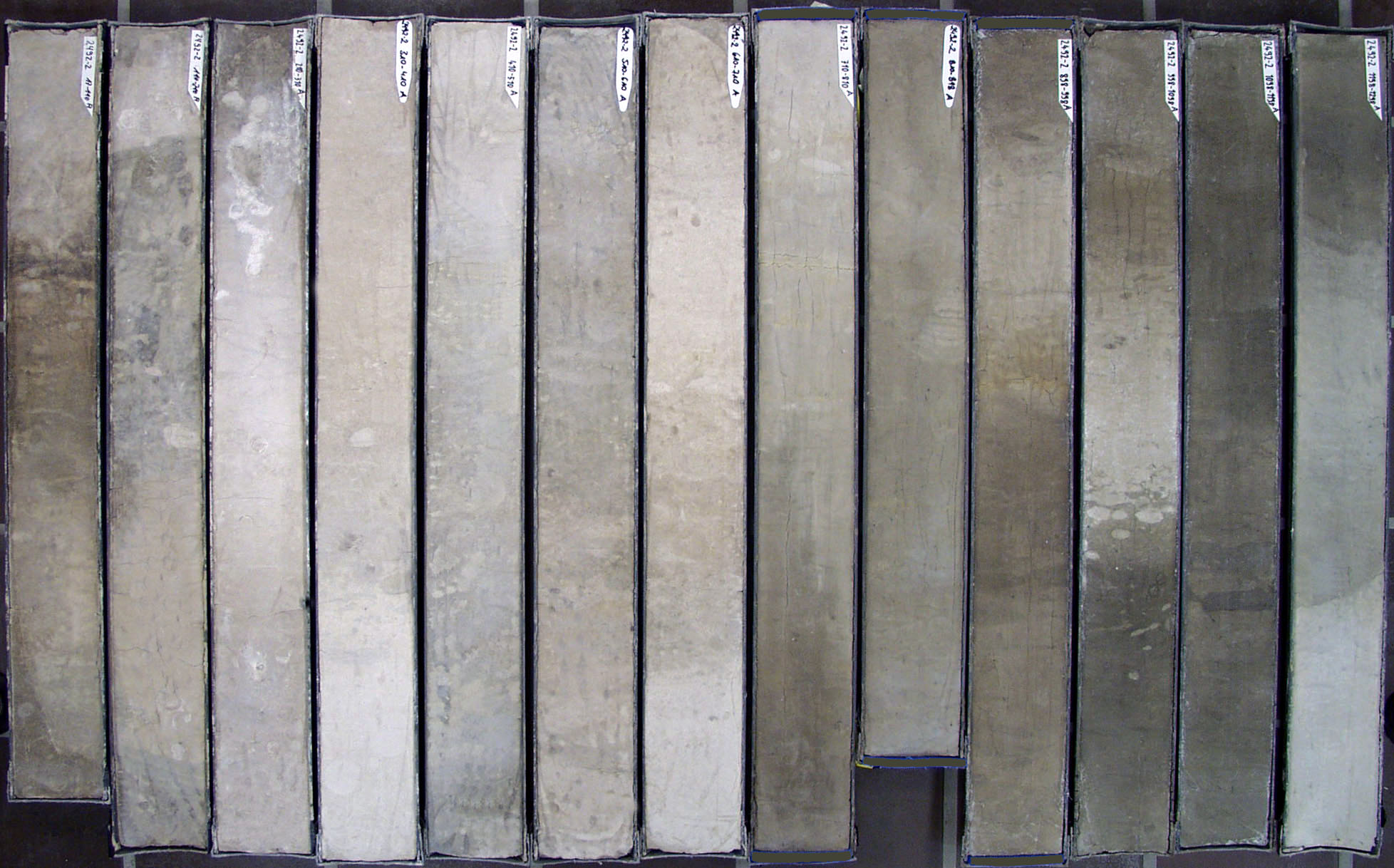
نواة رسوبية تُظهِر تغيرات فاتحة/داكنة اللون ترجع إلى الاختلاف المناخي للعصر الرباعي، ويُقَدَّر العمر القاعدي للنواة بنحو 1 مليون سنة.